# Amundsen Peak
Der Amundsen Peak ist ein rund 670 m hoher auf Two Hummock Island im Palmer-Archipel westlich der Antarktischen Halbinsel. Er ist die höchste Erhebung der Insel.
Das UK Antarctic Place-Names Committee benannte ihn 2014. Namensgeber ist der norwegische Polarforscher Roald Amundsen (1872–1928).